# أنديس جوسكا
أنديس جوسكا (باللاتفية: Andis Juška)‏ مواليد 22 مايو 1985 في يورمالا، الاتحاد السوفيتي، هو لاعب كرة مضرب لاتفي يلعب باليد اليمنى. أعلى تصنيف له في الفردي كان المركز الـ 226 في سنة 2009. في 2002 حقق الوصافة في بطولة سان ريمي في فئة الزوجي.

## روابط خارجية
- أنديس جوسكا على موقع رابطة محترفي التنس (الإنجليزية)
- أنديس جوسكا على موقع الاتحاد الدولي لكرة المضرب (الإنجليزية)
- أنديس جوسكا على موقع كأس ديفيز (الإنجليزية)
- أنديس جوسكا على موقع خلاصة التنس.كوم (الإنجليزية)